# Municipio de Thornfield
El municipio de Thornfield (en inglés: Thornfield Township) es un municipio ubicado en el condado de Ozark en el estado estadounidense de Misuri. En el año 2010 tenía una población de 570 habitantes y una densidad poblacional de 2,5 personas por km².

## Geografía
El municipio de Thornfield se encuentra ubicado en las coordenadas 36°42′49″N 92°40′48″O / 36.71361, -92.68000. Según la Oficina del Censo de los Estados Unidos, el municipio tiene una superficie total de 227.71 km², de la cual 227,24 km² corresponden a tierra firme y (0,21 %) 0,47 km² es agua.

## Demografía
Según el censo de 2010, había 570 personas residiendo en el municipio de Thornfield. La densidad de población era de 2,5 hab./km². De los 570 habitantes, el municipio de Thornfield estaba compuesto por el 97,54 % blancos, el 0,18 % eran afroamericanos, el 0,35 % eran amerindios, el 0,18 % eran asiáticos, el 0,35 % eran de otras razas y el 1,4 % eran de una mezcla de razas. Del total de la población el 0,35 % eran hispanos o latinos de cualquier raza.